# Canonesas Regulares del Santo Sepulcro de Jerusalén
Las Canonesas Regulares del Santo Sepulcro de Jerusalén son una orden religiosa católica de canonesas regulares de derecho pontificio, formada por monasterios sui iuris. El monasterio más antiguo es el del Světec en Bohemia (hoy República Checa). A las religiosas de instituto se les conoce como canonesas de Santo Sepulcro o simplemente sepulcrinas.

## Historia

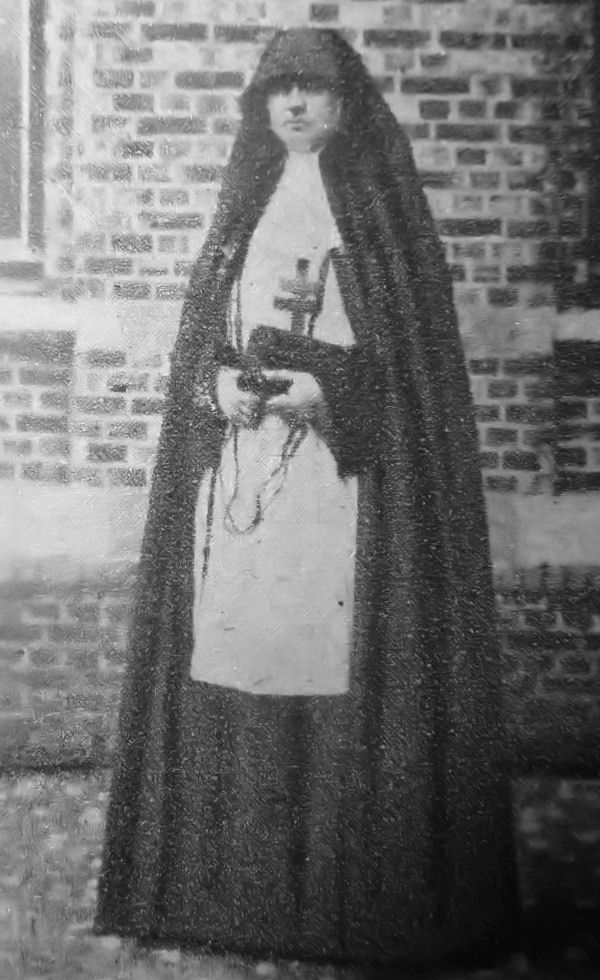
Una canonesa del Santo Sepulcro del.

La Orden del Santo Sepulcro fue fundada en Jerusalén en 1099, como canónigos regulares para celebrar el culto solemne en la Basílica del Santo Sepulcro. El primer monasterio femenino fue fundado en Světec, de la antigua Bohemia (hoy parte del territorio checo), en 1227. Estas mujeres vivían según la Regla de San Agustín.
Hacia el siglo XIV las canonesas fundaron en España, en el XV en Inglaterra, y entre los siglos XVI y XVII surgieron los Francia, Bélgica y Tierra Santa. La Orden conoció un periodo de decadencia con las supresiones de la Reforma en Inglaterra y las de la Revolución en Francia y Bélgica. En España algunos monasterios sobrevivieron a las desamortización de Mendizábal.
El monasterio fundado en Zaragoza en 1303 es el más antiguo de la orden que aún existe. Más tarde, se fundó un convento similar en Calatayud. Todas estas hermanas seguían la Regla de San Agustín y las Constitutiones ordinis Sepulcri Dominici (Regla del Santo Sepulcro). Se llamaban a sí mismas Filae Jerusalem, es decir, Hijas de Jerusalén.

## Organización
La rama femenina de la Orden del Santo Sepulcro está compuesta por monasterios autónomos (sui iuris) y forman una Orden religiosa de derecho pontificio. Cada monasterio es gobernado por su propia abadesa y junto a otros para mantener la comunión del carisma forman los llamados priorados, maneteniendo la autonomía. Las religiosas de este instituto se dedican al culto litúrgico «dando gracias a Dios por la Redención» a través de la liturgia solemne, los retiros espirituales y sobre todo a la enseñanza de la catequesis.
En 2015, las canonesas del Santo Sepulcro eran unas 323 y contaban con unos 28 monasterios, presentes en Bélgica, Brasil, España, Países Bajos, Reino Unido, República Democrática del Congo y Ruanda.